# Beat Zberg
Beat Zberg (Altdorf, 10 maggio 1971) è un ex ciclista su strada svizzero.
Professionista dal 1991 al 2007, in carriera vinse un Giro del Piemonte, i campionati svizzeri (sia in linea, sia a cronometro) e una tappa alla Vuelta a España 2001.

## Carriera
Beat Zberg diventò professionista nel settembre 1991 con il team Helvetia-La Suisse, dopo aver conquistato il bronzo ai campionati mondiali 1991 nella corsa in linea per dilettanti. Nel 1992, da neo-pro, vinse il Trofeo Matteotti e il Giro di Romagna. Dopo l'esperienza con il team Helvetia, dal 1993 al 1996 corse con la Carrera Jeans: nel 1993 si aggiudicò il Giro del Piemonte, nel 1995 una tappa al Tour de Romandie e la Vuelta a Asturias e nel 1996 il Rund um den Henninger-Turm a Francoforte.
Nel 1997 passò alla Mercatone Uno: durante l'anno fece sua la Coppa Placci e il Giro del Mendrisiotto, e ottenne numerosi piazzamenti, fu infatti terzo alla Tirreno-Adriatico, all'Amstel Gold Race e al Tour de Romandie, settimo alla Liegi-Bastogne-Liegi e undicesimo al Tour de France. Dal 1998 al 2003 gareggiò per la Rabobank: alla prima stagione con la formazione olandese vinse il Giro d'Austria e il titolo nazionale a cronometro, mentre nel 2001 si aggiudicò la frazione della Vuelta a España con arrivo al Port Aventura di Salou e nel 2002 una tappa alla Vuelta al País Vasco. Dal 2004 al 2007 corse nelle file della Gerolsteiner, ottenendo altri successi di rilievo: una tappa alla Vuelta al País Vasco 2004, il Gran Premio del Canton Argovia 2006 e il titolo nazionale in linea nel 2007. Concluse la carriera al termine della stagione 2007.
Fratello maggiore di Markus Zberg, per dieci stagioni i due gareggiarono nella stessa squadra.

## Palmarès
- 1991 (dilettanti)

8ª tappa Grand Prix Tell
Giro Cantone Ginevra
Grand Prix Meyrin
- 1992 (Helvetia, quattro vittorie)

Classifica generale Étoile de Bessèges
Trofeo Matteotti
Trofeo Wartenburg
Giro di Romagna
- 1993 (Carrera Jeans, due vittorie)

Classifica generale Tour de Kaistenberg
Giro del Piemonte
- 1994 (Carrera Jeans, una vittoria)

3ª tappa Vuelta a Asturias (Llanes > Avilés)
- 1995 (Carrera Jeans, cinque vittorie)

Trofeo Deià
2ª tappa Tour de Romandie (Ginevra > Delémont)
6ª tappa Vuelta a Asturias (Cangas del Narcea > Oviedo)
Classifica generale Vuelta a Asturias
Grand Prix Meyrin-Sciaffusa
- 1996 (Carrera Jeans, due vittorie)

Berner Rundfahrt
Gran Premio di Francoforte
- 1997 (Mercatone Uno, quattro vittorie)

Subida a Urkiola
Memorial Joseph Vogeli
Coppa Placci
Giro del Mendrisiotto
- 1998 (Carrera Jeans, due vittorie)

Prologo Giro d'Austria (Kloster, cronometro)
Classifica generale Giro d'Austria
Campionati svizzeri, Prova a cronometro
Memorial Joseph Vogeli
- 2001 (Rabobank, due vittorie)

Grand Prix Winterthur
13ª tappa Vuelta a España (Andorra > Port Aventura)
- 2002 (Rabobank, una vittoria)

1ª tappa Vuelta al País Vasco (Zalla > Zalla)
- 2003 (Rabobank, una vittoria)

2ª tappa Setmana Catalana (Lloret de Mar > Empuriabrava)
- 2004 (Team Gerolsteiner, due vittorie)

2ª tappa Setmana Catalana (Lloret de Mar > Empuriabrava)
2ª tappa Vuelta al País Vasco (Bergara > Zalla)
- 2006 (Team Gerolsteiner, due vittorie)

4ª tappa Giro di Baviera (Plattling > Deggendorf, cronometro)
Gran Premio del Canton Argovia
- 2007 (Team Gerolsteiner, due vittorie)

Campionati svizzeri, Prova in linea
1ª tappa Tour de l'Ain (Montluel > Hauteville-Lompnes)

### Altri successi
- 1992 (Helvetia)

Criterium di Sulz
- 2003 (Rabobank)

Criterium di Bremgarten

## Piazzamenti

### Grandi Giri
- Giro d'Italia

1996: 12º
1995: 29º
- Tour de France

1994: 27º
1995: 29º
1997: 11º
1998: 40º
2002: 27°
2005: 93º
2006: ritirato (15ª tappa)
- Vuelta a España

2001: 31º
2003: 77º

### Classiche monumento
- Milano-Sanremo

1992: 13º
1993: 113º
1994: 75º
1995: 26º
1996: 47º
1997: 12º
1999: 28º
2001: 54º
2002: 33º
2003: 19º
- Giro delle Fiandre

1994: 62º
1995: 33º
1996: 13º
- Parigi-Roubaix

1996: 52º
- Liegi-Bastogne-Liegi

1993: 73º
1994: 34º
1995: 29º
1997: 7º
1998: 25º
1999: 22º
2001: 10º
2003: 41º
2005: 53º
- Giro di Lombardia

1992: 6º
1993: 13º
1994: 24º
1997: 21º
1999: 25º
2000: 4º
2001: 6º
2002: 19º
2003: 4º

### Competizioni mondiali
- Campionato del mondo

Stoccarda 1991 - In linea dilettanti: 3º
Benidorm 1992 - In linea: 44º
Oslo 1993 - In linea: ?
Agrigento 1994 - In linea: ?
Lugano 1996 - In linea: 36º
San Sebastián 1997 - In linea: ?
Valkenburg 1998 - In linea: 33º
Valkenburg 1998 - Cronometro: 6º
Verona 1999 - In linea: 16º
Verona 1999 - Cronometro: 19º
Plouay 2000 - In linea: 27º
Lisbona 2001 - In linea: 10º
Zolder 2002 - In linea: 75º
Hamilton 2003 - In linea: 21º
Salisburgo 2006 - In linea: 97º
Stoccarda 2007 - In linea: 16º
- Giochi olimpici

Atlanta 1996 - In linea: 52º

## Riconoscimenti
- Mendrisio d'argento del Velo Club Mendrisio nel 1991